# WrestleDream (2023)
WrestleDream foi o evento inaugural de luta profissional pay-per-view (PPV) do WrestleDream produzido pela promoção americana All Elite Wrestling (AEW). Aconteceu em 1º de outubro de 2023, na Climate Pledge Arena em Seattle, Washington, marcando o primeiro PPV da AEW a ser realizado no estado de Washington. O evento foi um show de homenagem em homenagem ao fundador da New Japan Pro-Wrestling (NJPW), Antonio Inoki; aconteceu no aniversário de um ano de sua morte.
Quatorze partidas foram disputadas no evento, incluindo quatro no pré-show "Zero Hour". No evento principal, Christian Cage derrotou Darby Allin por 2–1 em uma partida de duas de três quedas para reter o Campeonato TNT da AEW. Em outras lutas de destaque, Bryan Danielson derrotou Zack Saber Jr. e Swerve Strickland derrotou "Hangman" Adam Page. O evento também foi notável pela estreia de Adam Copeland na AEW (anteriormente conhecido como Edge na WWE).

## Produção

### Introdução
Em 1º de outubro de 2022 (30 de setembro no horário do Leste), Antonio Inoki, o fundador da promoção japonesa de luta livre profissional New Japan Pro-Wrestling (NJPW), morreu. Antes de sua morte, a promoção americana All Elite Wrestling (AEW) iniciou uma parceria de trabalho com a NJPW no início de 2021. Isso resultou no evento anual copromovido, AEW x NJPW: Forbidden Door, que foi realizado pela primeira vez em junho de 2022.
Em abril de 2023, a AEW registrou a marca registrada "AEW WrestleDream". Durante a reunião de mídia All In em 27 de agosto, o presidente da AEW, Tony Khan, anunciou oficialmente que a AEW realizaria um evento pay-per-view (PPV) intitulado WrestleDream, que seria realizado em homenagem a Inoki, que era alguém que Khan admirava em a indústria do wrestling profissional. O evento estava programado para acontecer em 1º de outubro de 2023 – o aniversário de um ano do falecimento de Inoki – na Climate Pledge Arena em Seattle, Washington, marcando o primeiro PPV da AEW a ser realizado no estado de Washington. O nome do evento refere-se a Inoki, que Khan chamou de "o maior sonhador do wrestling". Os ingressos foram colocados à venda em 8 de setembro de 2023.

### Rivalidades
WrestleDream contou com 14 lutas  profissionais, incluindo quatro no pré-show, que envolveram diferentes lutadores de rivalidades e histórias preexistentes. Essas histórias foram produzidas nos programas semanais de televisão da AEW, Dynamite, Rampage e Collision.
Bryan Danielson foi originalmente escalado para enfrentar Zack Saber Jr. da NJPW no Forbidden Door em junho de 2022, mas não conseguiu devido a uma lesão e foi substituído por Claudio Castagnoli. Mais de um ano depois, no episódio de Collision de 9 de setembro de 2023, Danielson disse que com sua carreira em declínio, a próxima pessoa que ele queria enfrentar era Sabre. Mais tarde, uma luta entre os dois foi anunciada oficialmente para o WrestleDream.
Durante o pré-show All In Zero Hour, Better Than You Bay Bay (Adam Cole e MJF) venceram o Campeonato Mundial de Duplas da ROH. No Rampage: Grand Slam em 22 de setembro, The Righteous (Dutch e Vincent) venceram uma luta de quatro duplas para ganhar uma luta pelo título no WrestleDream. No entanto, dois dias antes no Dynamite: Grand Slam, quando Cole saiu para apoiar MJF em sua partida pelo Campeonato Mundial da AEW, Cole quebrou o pé ao pular da rampa de entrada. Na semana seguinte, Better Than You Bay Bay anunciou inicialmente que teria que renunciar ao Campeonato Mundial de Duplas da ROH, mas MJF decidiu que defenderia o título em uma luta handicap contra The Righteous no WrestleDream.
Depois de acumular vitórias e derrotar seus oponentes em ataques pós-jogo, no episódio de 23 de setembro de Collision, Brody King de The House of Black anunciou que Julia Hart queria enfrentar Kris Statlander pelo Campeonato TBS da AEW, e se Statlander não aceitasse, Hart continuaria devastando seus oponentes. Mais tarde naquela noite, foi oficializado que Statlander defenderia o Campeonato TBS contra Hart no WrestleDream. A última derrota de Hart foi contra Statlander em um episódio de Dark em abril de 2022.
Depois que Luchasaurus venceu o Campeonato TNT da AEW em junho, seu cúmplice Christian Cage afirmou que ele próprio era o verdadeiro campeão e conquistou o título. No episódio de 23 de setembro do Collision, Luchasaurus defendeu o título contra Cage e Darby Allin em uma luta a três. No final, Allin lançou um coffin drop em Luchasaurus, mas Cage jogou Allin para fora do ringue e derrotou Luchasaurus para se tornar o verdadeiro Campeão TNT. Mais tarde, Cage desafiou Allin para uma luta de duas de três quedas no WrestleDream, que foi oficializada.
Desde que se aliou a Don Callis no Double or Nothing em maio de 2023, Konosuke Takeshita prometeu destruir o ex-cliente de Callis, Kenny Omega, ganhando vitórias surpreendentes sobre Omega nos dois PPVs anteriores da AEW, All In, durante uma luta de duplas de seis homens. e no All Out em uma partida individual. A fim de prejudicar ainda mais Omega, Callis e Takeshita anunciaram seu novo alvo como o ex-parceiro de duplas do Golden Lovers de Omega, Kota Ibushi, com a dupla demonstrando ter completado seu ataque a Ibushi no Japão no episódio de 27 de setembro de Dynamite. Posteriormente, Callis também iniciou uma rivalidade com o amigo de longa data Chris Jericho, onde traiu Jericho em agosto. Callis então ajudou Will Ospreay a derrotar Jericho no All In. Depois disso, o protegido de Jericho, Sammy Guevara, traiu Jericho em 20 de setembro no Dynamite: Grand Slam, desertando para se juntar a Callis. Após Omega salvar Jericho de um ataque de Callis, Takeshita e Guevara, foi anunciado que Omega se uniria ao ex-rival Jericho e ao retorno de Ibushi para enfrentar a família Don Callis (Takeshita, Guevara e Ospreay) no WrestleDream.